# Akari Kurišimaová
Akari Kurišimaová (japonsky 栗島 朱里, * 14. září 1994 Čiba) je japonská fotbalistka.

## Reprezentační kariéra
Za japonskou reprezentaci v roce 2019 odehrála 1 reprezentační utkání.

## Statistiky
| Japonsko | Japonsko | Japonsko |
| Roky     | Záp.     | Góly     |
| -------- | -------- | -------- |
| 2019     | 1        | 0        |
| Celkem   | 1        | 0        |